# Bogdan Bilafer
Bogdan Bilafer (Strp, Boka kotorska, 1. travnja 1803. — ?, srpanj 1892.), hrvatski pomorski kapetan

## Životopis
Rođen u Strpu kod Risna. Vrsni stručnjak u nautici, astronomiji i meteorologiji. Zapovijedao jedrenjakom duge plovidbe. Istaknuo se na putovanjima u Indiju mnogo puta oplovio Rt dobre nade. 1846. je godine svojim barkom Robert prekinuo je dugovremeni prekid pomorsko-trgovačkih veza s Kinom. Uspostavio ih je uplovljavanjem u luku Kvangčou (Kanton). Bilafera je za pothvat zlatnom medaljom odlikovao austrijski car.